# Neville Grant Walsh
Prof. Neville Grant Walsh (n. 1956) es un botánico australiano. Es investigador asociado en la Facultad de Ciencias, Escuela de Botánica, Universidad de Melbourne. Ha trabajado en Poaceae de Victoria (Australia), y mantiene vínculos profesionales con el Royal Botanic Gardens de Melbourne.
Comenzó a trabajar como botánico de campo en el Real Jardín Botánico de Melbourne en su Herbario, luego de graduarse en la Universidad de Monash en 1977. Ha participado en estudios de vegetación sobre todo de Victoria, frecuentemente colaborando con zoólogos.

## Algunas publicaciones

### Libros
- Foreman, DB; NG Walsh. 1992. Flora of Victoria Volume 1: Introduction. Ed. Inkata Press. 320 pp. ISBN 0-909605-76-9
- Walsh, NG; TJ Entwisle. 1994.  Flora of Victoria Volume 2: Ferns and allied plants, conifers and monocotyledons. Ed. Inkata Press. 946 pp. ISBN 0-409-30849-8
- Walsh, NG; TJ Entwisle. 1996.  Flora of Victoria Volume 3: Dicotyledons (Winteraceae to Myrtaceae). Ed. Inkata Press. 900 pp. ISBN 0-409-30852-8
- Walsh, NG; TJ Entwisle. 1996. Flora of Victoria Volume 4: Dicotyledons (Cornanceae to Asteraceae). Ed. Inkata Press. 1.000 pp. ISBN 0-409-30853-6
- La abreviatura «N.G.Walsh» se emplea para indicar a Neville Grant Walsh como autoridad en la descripción y clasificación científica de los vegetales.[4]